# De tidlige tre kongedømmer
De tidlige tre kongedømmer (Won-samguk, 108 f.Kr. – 57 f.Kr.) refererer til perioden efter kongedømmet Gojoseons opløsning og før Goguryeo, Baekje og Silla opstod som selvstændige kongedømmer. 
Efter, at det kinesiske dynasti Han erobrede Gojoseon i 108 f.Kr., blev den nordlige del af området erobret af Buyeo, Goguryeo, Okjeo, Dongye og andre mindre statsdannelser. Goguryeos anses for at være blevet etableret i 37 f.Kr., men er nævnt i kinesiske kilder så tidligt som år 75 f. Kr., måske endnu tidligere. Kina etablerede fire præfekturer på den nordlige Koreahalvø. Tre af disse faldt hurtigt på grund af lokal modstand. Goguryeo erobrede efterhånden alle sine nabostater og ødelagde det sidste kinesiske præfektur i 313.
I syd var staten Jin blevet inddelt i en løs konføderation bestående af Jinhan, Byeonhan og Mahan, også kaldet for Samhan. Baekje blev grundlagt i 18 f.Kr. i Mahan og erobrede efterhånden det hele. Silla blev etableret af seks lokale ledere i Jinhan, almindeligvis fastsat til 57 f.Kr., muligvis senere. Byeonhan blev absorberet af Gayaføderationen, som til sidst blev erobret af Silla.